# Tony Pringle
Anthony „Tony“ Pringle (* 12. Dezember 1936 in Liverpool; † 4. Mai 2018 in Massachusetts) war ein britisch-amerikanischer Jazzmusiker (Kornett, Trompete auch Gesang, Arrangement) des Dixieland.

## Leben und Wirken
Pringle wuchs in Wales auf; erste musikalische Erfahrungen sammelte er ab 1957 in der Druiden Jazz Band, mit der er in Liverpooler Clubs wie dem Cavern Club auftrat. 1959 emigrierte er in die Vereinigten Staaten und gründete die (New) Black Eagle Jazz Band, die er lange Jahre leitete.
Im Bereich des Jazz war er zwischen 1971 und 2011 an 124 Aufnahmesessions beteiligt, außerdem mit Brian Ogilvie, Claude Hopkins, Cornelius „Pam“ Pameijer sowie mit der Albion Jazz Band und mit Prince Charles & The City Beat Band. Stilistisch ist er von King Oliver, George Mitchell, Red Allen, Kid Howard und Mutt Carey beeinflusst. Pringle, der im Hauptberuf in der Computer-Branche arbeitete, starb 2018 an der Folge von Komplikationen bei einer Herzoperation.